# 排头站
排头站是中华人民共和国安徽省合肥市肥东县新安江路与太子山路交叉口地下，是合肥轨道交通2号线的地铁车站。车站于2023年12月26日启用。

### 车站楼层
| B1 | 站厅                                 | 出入口、票务服务、自动售票机、人工服务台 |  |
| B2 |                                      | █ 2号线列车往南岗方向 （店埠河）         |  |
| B2 | 岛式站台                             |                                          |  |
| B2 | █ 2号线列车往撮镇方向 （肥东火车站） |                                          |  |

## 车站结构
排头站沿太子山路南北走向布置。车站为地下二层岛式车站，设置4个出入口，两组风亭。